# Christian Frascella
Christian Frascella (Turijn, 21 september 1973) is een Italiaanse schrijver van jeugdliteratuur en boeken voor volwassenen.

## Biografie
Frascella werd geboren en groeide op in Turijn. Na diverse tijdelijke banen, waaronder werk in een fabriek als arbeider, wijdde hij zich volledig aan het schrijven. Zijn debuutroman, Mia sorella è una foca monaca, verscheen in 2009 bij uitgeverij Fazi en werd genomineerd voor de Italiaanse literatuurprijs Premio Viareggio. De Nederlandse vertaling, Ik ben de sterkste (vertaler Henrieke Herber), won in 2011 de Dioraphte Jongerenliteratuur Prijs in de categorie vertaalde boeken. De Duitse vertaling werd genomineerd voor de Deutscher Jugendliteraturpreis. 
In 2010 bracht Frascella het jeugdboek Sette piccoli sospetti uit. De Nederlandse dramaserie Zeven kleine criminelen uit 2019, die werd uitgezonden bij de VPRO, is gebaseerd op dit boek. De serie werd op het Nederlands Film Festival 2019 bekroond met het Gouden Kalf voor de beste dramaserie.
Frascella woont en werkt in Rome.

### Serie rond privédetective Contrera
- Fa troppo freddo per morire, Einaudi, 2018, in het Nederlands vertaald als: Het is te koud om te sterven
- Il delitto ha le gambe corte, Einaudi, 2019, in het Nederlands vertaald als: Al is het misdrijf nog zo snel
- Il colpevole se ne frega, Einaudi, 2020 (kort verhaal, digitaal uitgebracht)
- L'assassino ci vede benissimo, Einaudi, 2020; in het Nederlands vertaald als: De lange nacht van Contrera
- Omicidio per principianti, Einaudi, 2022
- Non si uccide il primo che passa, Einaudi, 2023

- Bibliothèque nationale de France: cb16580727g (data)
- Catàleg d'autoritats de noms i títols de Catalunya: 981058513414506706
- Gemeinsame Normdatei: 1020686065
- International Standard Name Identifier: 0000 0000 7348 7009
- Library of Congress Control Number: no2009203421
- Nederlandse Thesaurus van Auteursnamen: 329168681
- Istituto Centrale per il Catalogo Unico: LO1V354695
- Système universitaire de documentation: 138013446
- Virtual International Authority File: 103595097
- WorldCat: E39PBJjMDyxJmbYhhRPhDykbh3